# جادوی فکر بزرگ
جادوی فکر بزرگ (به انگلیسی: The Magic of Thinking Big) کتابی نوشته دیوید جوزف شوارتز است. این کتاب در رابطه با روش‌های کاربردی برای داشتن برنامه منضبط برای پیشرفت فردی است.
"فوربز" آن را یکی از بزرگ‌ترین کتابهای خودیاری نامید.
این کتاب در ایران با عنوان‌های «جادوی فکر بزرگ» و «اسرار اعتماد به‌نفس» ترجمه شده است.